# Coffee Crater
Coffee Crater är en vulkankrater i Kanada.   Den ligger i provinsen British Columbia, i den centrala delen av landet, 3 900 km väster om huvudstaden Ottawa. Toppen på Coffee Crater är 1 995 meter över havet, eller 120 meter över den omgivande terrängen. Bredden vid basen är 1,3 km. Coffee Crater ingår i Spectrum Range.
Terrängen runt Coffee Crater är kuperad västerut, men österut är den bergig.Trakten runt Coffee Crater är nära nog obefolkad, med mindre än två invånare per kvadratkilometer.. Det finns inga samhällen i närheten.
Trakten runt Coffee Crater består i huvudsak av gräsmarker.